# Donkamokam
Donkamokam é uma cidade e uma town area committee no distrito de Karbi Anglong, no estado indiano de Assam.

## Demografia
Segundo o censo de 2001, Donkamokam tinha uma população de 8144 habitantes. Os indivíduos do sexo masculino constituem 52% da população e os do sexo feminino 48%. Donkamokam tem uma taxa de literacia de 58%, inferior à média nacional de 59,5%: a literacia no sexo masculino é de 64% e no sexo feminino é de 51%. Em Donkamokam, 16% da população está abaixo dos 6 anos de idade.